# Гай Музоний Руф
Гай Музоний Руф (лат. Gaius Musonius Rufus; I век н э.) — древнеримский диалектический философ и стоик. Он известен менее других, однако его имя стоит в одном ряду с Сенекой, Гиероклом, Эпиктетом (учеником Музония) и Марком Аврелием.
Жил в Риме и начал преподавать философию во время правления Нерона. В 65 году н. э. изгнан на остров Гиарос и вернулся в Рим только после смерти Нерона и прихода к власти Гальбы. Однако при Веспасиане был изгнан вновь в 71 г. н. э. , когда были высланы из Рима и все другие философы. Вернулся в Рим только после смерти Веспасиана. Сохранились целая коллекция фрагментов его лекций. Его философия оказала сильное влияние на позднеантичных и христианских авторов. Его также помнят как учителя Эпиктета и Диона Златоуста.
Родился около 30 гг. н. э. в Вольсинии, Этрурия в семье этруска Капитона, римского всадника. Люботытная деталь к портрету философа дает фамильное прозвище — Руф (от rufus — рыжий, рыжеволосый)
Ко времени правления императора Нерона Музоний Руф уже был известен в Риме как философ-стоик и даже преподавал философию. А это значит, что именно в это время он достиг возраста 30 лет, поскольку в Древнем Риме преподавать философию позволялось только лицам старше 30 лет. Что в свою очередь указывает на то, что Музоний Руф получил хорошее образование.
В древних источниках указывается, что впервые Музоний Руф громко заявил о себе в связи с делом Рубеллия Плавта. Тогда между юным императором Нероном и его матерью Агриппиной Младшей разгорался серьёзный конфликт за власть — в 55 году Агриппину обвинили в заговоре с целью свержения Нерона, а преемником Агриппины, которого она хотела посадить на римский трон, назвали Плавта. А обвинения выдвинула против неё Юния Силана, сестра Юнии Клавдиллы — первой жены императора Калигулы, который был родным братом Агриппины Младшей и приходился Нерону родным дядей по материнской линии.
Известно, что Плавт был ровесником Музония, внуком императора Тиберия и происходил из того же знатного рода Юлиев, что и Нерон. Был он человеком очень богатым и, что было главным для Музония, приверженцем стоической философии. Император Нерон сослал Плавта в 60 году, и тот удалился в свое поместье в Азии вместе со всей семьей и домочадцами. А сопровождал изгнанного Плавта известный учитель стоиков Музоний Руф.
На Музония Руфа и его труды ссылались Плиний Младший, Тацит, Дион Кассий
Музоний уделял больше внимания этике, чем логике и физике. Его философия во многом схожа с философией Эпиктета, но более прагматической и социальной направленности, состоит из правил поведения в конкретных жизненных ситуациях. Центральное убеждение в его этике, что все люди имеют задатки для добродетельной жизни.

## Сочинения
- Cora Lutz, (1947), Musonius Rufus: The Roman Socrates. Printed in: Yale Classical Studies, Volume X. Edited by A. R. Bellinger. Yale University Press. Перевод на англ. и комментарий.